# Rijksstad Wangen
Wangen was een tot de Zwabische Kreits behorende rijksstad binnen het Heilige Roomse Rijk. De huidige naam is Wangen im Allgäu.
Wangen wordt in 815 voor het eerst vermeld. Het is een bezit van de abdij Sankt Gallen, die hier in de twaalfde eeuw een nederzetting sticht. Keizer Frederik II verleent de plaats in 1217 stadsrechten. De stad moest strijden voor haar zelfstandigheid, want de voogdij wordt door de keizers verpand, onder andere in 1267 aan de abt van Sankt Gallen. Pas in 1367 weet de stad zich uit het pandschap los te kopen. De aanhangers van de Reformatie vormen een minderheid; de leden van de raad zijn in ieder geval katholiek.
In de Reichsdeputationshauptschluss van 25 februari 1803 wordt in paragraaf 2 de inlijving bij het keurvorstendom Beieren vastgesteld. In het grensverdrag, dat op 18 mei 1810 tussen de koninkrijken Beieren en Württemberg wordt gesloten, is vastgelegd dat een deel van de voormalige rijksstad, inclusief de stad zelf aan Württemberg wordt overgedragen.
In de vijftiende en zestiende eeuw verwerft de stad een redelijk groot territorium. Het gebied wordt bestuurd via vier districten:
- stadsdistrict
- gerechtsdistrict Deuchelried met de burchten Haldenberg en Oflings
- hoofdmanschap Wohmbrechts-Thamm
- hoofdmanschap Niederwangen

Het pandschap over de heerlijkheid Eglofs (1516-1582) en de heerlijkheid Neu-Ravensburg (1586-1608) waren van voorbijgaande aard.